# Кабраль, Факундо
Факундо Кабраль (исп. Facundo Cabral; 22 мая 1937, Ла-Плата, провинция Буэнос-Айрес, Аргентина — 9 июля 2011, Гватемала, Гватемала) — аргентинский автор и исполнитель собственных и народных песен.
Самой известной его композицией стала «No soy de aquí ni soy de allá» («Я не отсюда и не оттуда»), которую он симпровизировал в ходе одного из концертов. Его песни перепевали известные испаноязычные исполнители, такие как его друг Альберто Кортес, Хуан Луис Герра и Жуан Мануэль Серрат.
Объездив весь мир, у себя на родине Кабраль получил популярность в начале 1980-х, после войны за Фолклендские острова, когда аргентинское радио остро нуждалось в отечественном музыкальном материале.
Факундо Кабраль невероятно популярен по всей Латинской Америке; на его выступлениях в Перу или Мексике, которую он называл своим вторым домом, билеты распродавались задолго до назначенной даты концерта.
В 1996 году Кабраль был объявлен Посланником мира ООН.
9 июля 2011 года Факундо Кабраль был убит выстрелами из засады в Гватемале, столице одноимённого государства.

## Биография
Факундо Кабраль родился в провинции Буэнос-Айрес, в городе Ла-Плата. Накануне его рождения, из семьи ушёл отец, оставив мать Факундо и шестерых его братьев и сестёр. После этого дед Факундо по отцовской линии, в доме которого они жили, выгнал остальную семью на улицу. Первые годы жизни Факундо прошли в Бериссо, рядом с Ла-Платой. Впоследствии семья переехала на самый юг материка, в провинцию Огненная Земля. Мать как-то сказала Факундо: «Вот второй и последний подарок, который я могу тебе дать. Первым была жизнь, а второй — свобода, чтобы её прожить».
В девять лет Факундо убежал из дома и пропал на четыре месяца. Его первоначальной целью было добраться до Буэнос-Айреса для встречи с президентом Аргентины Хуаном Доминго Пероном, который в своём обращении обещал «дать работу бедным». Факундо прошёл 3000 километров и с помощью разных людей добрался до столицы, где продавец показал ему дорогу к президентской резиденции Каса-Росада. На следующий день Факундо удалось пробраться через полицейские кордоны и поговорить с президентом и его женой. В 1990-х годах Кабраль рассказал, что Эва Перон воскликнула: «Наконец-то кто-то просит работу, а не милостыню!». Благодаря этому разговору матери Факундо удалось получить работу и семья перебралась в город Тандил, что в 350 километрах от столицы страны.
Однако детство Факундо продолжало оставаться очень трудным. Вскоре он попал в тюрьму для несовершеннолетних из-за асоциального поведения и пристрастия к алкоголю. В тюрьме священник-иезуит выучил его читать, писать, познакомил с литературой. Но мятежный дух опять взял своё: после трёх лет обучения и за год до выхода из тюрьмы Факундо совершил побег. Бродяжничая, он отказался от всех религий, став вольнодумцем, а вскоре всерьёз занялся творчеством.

## Начало творчества
Я начал петь с крестьянами, семья Техейро. И 24 февраля 1954 года, некий бродяга мне прочёл нагорную проповедь, и вдруг что-то произошло. Я бросился писать колыбельную, «Vuele bajo», и так всё началось.
Оригинальный текст (исп.)
Empecé a cantar con los paisanos, con la familia Techeiro. Y el 24 de febrero de 1954, un vagabundo me recitó el sermón de la montaña y descubrí que estaba naciendo. Corrí a escribir una canción de cuna, Vuele bajo, y empezó todo.

В 1959 году Кабраль уже играл на гитаре и пел народные песни, увлекался творчеством Атауальпа Юпанки и Хосе Ларральде. Он переехал к аргентинскому морскому курорту Мар-дель-Плата и подал заявление на работу в гостинице. Хозяин увидел Факундо с гитарой и дал ему возможность спеть. Так началась его музыкальная карьера, сначала — под псевдонимом El Indio Gasparino. Первые записи не имели большого успеха. Факундо Кабраль продолжил выступления под своим настоящим именем.
В 1970 году Кабраль записал свой главный хит  «No soy de aquí ni soy de allá», снискавший невероятную популярность.
Поднявшись с самых низов, Факундо Кабраль смог вдохновить миллионы людей по всему миру через свои песни, стихи и 22 написанных им книг. Он сотрудничал с такими исполнителями как Альберто Кортес, Хулио Иглесиас, Педро Варгас, Нил Даймонд, Вальдо де лос Риос и другие, выступал в 159 странах, его песни звучат на девяти языках.

### Изгнание и возвращение
В годы диктатуры (1976—1983) в песнях Кабраля звучит протест, в 1976 году певец вынужден покинуть родную Аргентину. Он поселился в Мексике, где продолжил сочинять и выступать.
В 1978 году Кабраль потерял жену и годовалую дочь в авиакатастрофе. Он стремительно терял зрение, охромел, у него был рак, который он смог победить.
В 1984 году Факундо Кабраль вернулся в Аргентину, дал концерт в Театре Луна-парк, затем в Мар-дель-Плата. В 1987 году выступил на футбольном стадионе Феррокариль Оэсте в Буэнос-Айресе перед 35 тысячами человек. 5 мая 1994 отправился в международное турне «Lo Cortez no quita lo Cabral» с Альберто Кортесом. Они выступали вдвоём, соединяя на сцене ироничные диалоги с поэзией с песнями. В январе 1996 года оба исполнителя находились в Мар-дель-Плата, когда Альберто Кортесу потребовалась операция на сонной артерии, и Кабраль продолжил запланированное турне в одиночку.
Уже почти ослепший, Кабраль как-то написал:

Смирный до 9-ти лет, неграмотный до 14-ти, трагически овдовевший в 40, встретившийся со своим отцом в 46. Отъявленный безбожник в 70, оглядываюсь на свою жизнь из гостиничного номера, избранного в качестве последнего пристанища.
Оригинальный текст (исп.)Fue mudo hasta los 9 años, analfabeto hasta los 14, enviudó trágicamente a los 40 y conoció a su padre a los 46. El más pagano de los predicadores cumple 70 años y repasa su vida desde la habitación de hotel que eligió como última morada.

### Гибель
9 июля 2011 года, находясь на заключительных в своей карьере гастролях, 74-летний Кабраль стал жертвой вооружённого нападения боевиков. Машина, в которой он находился вместе с организатором гастролей, попала в засаду в столице Гватемалы. Кабраль был убит на месте, бизнесмен-никарагуанец тяжело ранен. 12 июля были арестованы двое подозреваемых в нападении. Следствие склоняется к версии, что Кабраль стал случайной жертвой, а целью нападавших был никарагуанец Хенри Фаринья, якобы связанный преступным бизнесом с крупнейшим мексиканским наркокартелем Синалоа, руководителями которого и было заказано убийство. В настоящий момент обвиняемые ожидают суда.

#### Факты
Знаменитый аргентинский певец Факундо Кабраль проводил гастроли по Центральной Америке и остановился в отеле Grand Tikal Futura в La Calzada Roosevelt, зона 11 Гватемала-сити. Отель расположен рядом с Paseo Miraflores. Последний концерт состоялся в Кесальтенанго 7 июля, затем Кабраль должен был вылететь в Никарагуа. 9 июля на рассвете он покинул отель с намерением отправиться в аэропорт La Aurora на автобусе, но организатор концертов, никарагуанец Хенри Фаринья, предложил подвезти его на своём автомобиле.
По пути, в 5.20 утра, у дома на бульваре Освобождения (зона 9), автомобиль попал в засаду группы боевиков, которые открыли огонь из винтовок и пистолетов. По свидетельствам очевидцев, убийцы передвигались на трёх современных автомобилях. Кабраль был убит на месте попаданием в голову, Хенри Фаринья был тяжело ранен, доставлен в больницу, где находится в стабильном состоянии. В общей сложности в машину попали 25 пуль, 3 пули попали в Кабраля.

#### Предполагаемые мотивы преступления
Есть несколько версий относительно мотивов этого убийства. По словам Рональдо Роблеса, пресс-секретаря президента Гватемалы, целью нападения был аргентинский певец. Однако ряд обстоятельств позволяет предположить, что объектом нападения был, в первую очередь, никарагуанец Хенри Фаринья, анализ траекторий выпущенных пуль говорит, скорее, в пользу этой версии.
11 июля правительство Гватемалы распространило заявление, согласно которому целью атаки был Фаринья, владелец ночных клубов в Центральной Америке и устроитель мероприятия. Кроме того, он находился под следствием в связи с отмыванием денег и незаконного оборота наркотиков.
К расследованию преступления подключена международная комиссия ООН.
Высказывается гипотеза, что убийство никарагуанского предпринимателя Хенри Ахиллеса Фаринья Фонсека было заказано картелем Синалоа, и боевики не знали, что в машине находится Факундо Кабраль. Мексиканская газета Reforma, со ссылкой на Международного агентства по борьбе с наркотиками, сообщила, что Фарина был якобы связан с картелем, и участвовал в бизнесе по отмыванию денег от торговли наркотиками.

#### Арест подозреваемых и суд
Во вторник, 12 июля 2011 года, в результате совместной операции прокуратуры и Международной комиссии по борьбе с преступностью, в Гватемале были арестованы некие Эльгин Энрике Варгас Эрнандес и Уилфред Аллан Стокс, якобы причастные к гибели Факундо Кабраля. Диего Альварес, представитель Международной комиссии по борьбе с преступностью в Гватемале сообщил об аресте двух подозреваемых в убийстве.
В 2016 году по обвинению в убийстве Факундо Кабраля к длительным срокам лишения свободы были приговорены пять человек.

#### Передача тела и похороны
Тело Факундо Кабраля было выставлено для публики в Гватемале, чтобы поклонники исполнителя могли возложить цветы и поставить свечи.
Родственники убитого были слишком потрясены случившимся и не смогли прибыть в Гватемалу. Самолёт для транспортировки тела в Буэнос-Айрес был выделен президентом Гватемалы Альваро Коломом, также содействие оказывает аргентинское посольство.
Гватемала принесла извинения всему миру, в стране был объявлен трёхдневный траур.
Убийство Факундо Кабраля вызвало огромный резонанс по всей Латинской Америке. К расследованию подключена комиссия ООН, помощь и содействие родственникам и поклонникам певца оказывается на уровне руководства двух стран.
После смерти Кабраля у него осталась вдова, Сильвия Поуза, детей нет.

## Значение творчества и личности
Факундо Кабраль прожил очень тяжёлую жизнь, полную лишений, потерь и трагедий. И при этом он всегда пел о любви и жизни, а его творчество пронизано радостью и мягким, добрым юмором. Он лично знал и общался с Борхесом, Матерью Терезой и многими другими выдающимися современниками. Убеждённый пацифист и гуманист, Кабраль через своё творчество, личное обаяние и историю своей жизни был духовной опорой для миллионов простых латиноамериканцев.

## Награды и признание
Так как Факундо Кабраль не имел собственного дома, а постоянно переезжал из одной гостиницы в другую, то он не возил с собой награды или свидетельства о них. Тем не менее, наиболее значительные факты, свидетельствующие о признании его заслуг, следующие:
- Почетный житель Буэнос-Айреса
- Посланник мира (ЮНЕСКО, 1996)
- Почётный член организации «Международная амнистия»

## Избранная дискография
- El Carnaval Del Mundo,
- Ferrocarril (1984, Universal music) — концерт.
- Pateando nachos; en vivo en Estadio Chico, de Quilmes (1984)
- Cabralgando, en vivo (1985)
- Entre Dios y el Diablo (1986)
- Hombre de siempre…
- El Profeta de Gibrhan
- Gracias a la vida
- Sentires
- Reflexiones
- Este es un nuevo día
- El oficio de cantor
- Secreto
- Recuerdos de oro
- Época de oro
- Mi Vida con Waldo de los Ríos,
- El Mundo Estaba Tranquilo Cuando Yo Nací,
- No estás deprimido, estás distraído (2005, Audiolibro)
- Cantar sólo cantar / Cabral sólo Cabral, части 1 и 2 (2006)

### САльберто Кортесом
- Lo Cortez no quita lo Cabral, ч. 1 концерт (1994) («No soy de aquí..», juntos)
- Lo Cortez no quita lo Cabral, ч. 2 концерт (1995) («No soy de aquí..», Video)
- Cortezías y Cabralidades — ч. I и II (1998)

## Цитаты
Каждое утро это хорошая новость, каждый рождённый ребёнок это хорошая новость, просто каждый человек это хорошая новость, каждый певец это хорошая новость, если одним певцом стало больше, значит одним солдатом меньше.

Я всегда спрашиваю Бога, почему ты мне дал так много? Ты дал мне страдания, голод, счастья, борьбы… Я все видел. Я знаю, что есть рак, сифилис, весна, и пончики с яблоком…